# تپه علی‌کش
تپه علی کُش مربوط به هزاره ۸ قبل از میلاد است و در شهرستان دهلران، ۷ کیلومتری غرب شهر موسیان، منطقه بیات واقع شده و این اثر در تاریخ ۳ آبان ۱۳۷۹ با شمارهٔ ثبت ۲۹۷۶ به‌عنوان یکی از آثار ملی ایران به ثبت رسیده‌است.
تپه علی کُش بین سال‌های ۱۹۶۱ تا ۱۹۶۳ توسط باستانشناسهای آمریکایی به نام‌های فرانک هول وکنت فلانری و جیمز نیلی کاوش گردید. و نتیجه کاوش در کتاب‌ها و مقالات گوناگون ارائه گردیده‌است که کتابی‌هایی در مورد دشت دهلران و علی کوش در سال ۱۹۶۹به سفارش دانشگاه میشیگان آمریکا به چاپ رسید. علی بزرگ که یکی از ارتشیان زمان رضا شاه بوده در این تپه کشته شده است.
این ناحیه در مابین رود میمه و دویرج در شهرستان دهلران است. کوچ‌نشینی و کشاورزی، خانه‌های گلی تک اتاقه، اشیایی که نشانگر روابط اقتصادی با دور دست است، استفاده از ظروف سفالی، دفن مردگان همراه با وسایل شخصی از دستاوردهای این ناحیه باستانی است.
سایت نوسنگی علی کوش در جنوب غربی ایران به محور تحقیقات انقلابی در مورد اهلی گیاهان و حیوانات و روستاهای اولیه در نزدیکی شرق توسط کنت فلانرئی و همکاران فرانک هول و جیمز نیلی در اوایل دهه ۱۹۶۰ بود. قدمت حدود ۷۵۰۰ تا ۵۵۰۰ قبل از میلاد، علی کوش یک دهکده نوسنگی کوچک از کشاورزان و گله داران بود. موقعیت دهکده مهم بود: خارج از توزیع بومی اجداد وحشی خانواده‌های اولیه بود. این به محققان نشان داد که کشاورزان اولیه علی کوش برای پرورش در مناطق جدید، گونه‌ها یا محیط را دستکاری می‌کردند. شهروندان این روستا هزاران تیغ سنگ چخماق کوچک را برای استفاده در انواع وسایل نقره‌ای تولید کردند. مصنوعات نشان داده شده در اینجا هسته هستند: بلوک‌هایی که چندین تیغه به‌طور سیستماتیک برداشته می‌شوند. جان اسپت در طول کار میدانی دکترا در سال ۱۹۶۹ توسط دانشجوی مقطع کارشناسی ارشد (و بعداً متصدی موزه) از سطح سایت جمع‌آوری شد.
اولین سکونت‌گاه در ایران در حدود ۹٫۰۰۰ سال قبل از میلاد مسیح به‌شکل خانه‌هایی تک‌اتاقه در جوار تالابی دائمی در علی‌کُش (در فاز معروف به بُزمُردهٔ آن) ساخته شده‌اند که دیوارهایی به ضخامت ۲۵ تا ۴۵ سانتی‌متر از خشت‌هایی به ابعاد ۲۵ × ۱۵ × ۱۰ سانتی‌متر داشته‌اند. احتمالاً هر خانه اجاقی داشته که در محوطهٔ خانه تعبیه می‌شده‌است.
در حدود ۸٬۰۰۰ سال پیش از میلاد وجود مدارک و شواهد از گسترش روستاها، زندگی بر پایه کشاورزی و دامپروری در محدوده کوه‌های زاگرس و مناطقی مثل سراب، تپه گوران و تپه علی کش ثابت شده‌است.
به‌نظر می‌رسد شهروندان علی‌کُش پس از خشک شدن تالاب به دیگر محوطه‌های جلگهٔ خوزستان، مانند چغاسفید، نقل مکان کرده باشند.